# تحليل كيميائي للماء
تُجرى التحاليل الكيميائية للماء من أجل تحديد وقياس العناصر الكيميائية والخصائص لمياه معينة، متضمنةً الأس الهيدروجيني و الكاتيونات و الأنيونات الرئيسية والعناصر الضئيلة و النظائر. ويُستخدم تحليل كيميائية الماء بشكل واسع لتحديد الاستخدامات الممكنة لمياه ما أو لدراسة تفاعله مع بيئته. وغالباً ما يُعد تحليل كيميائية الماء الأساس لدراسة نوعية المياه و التلوث و علم المياه و المياه الجوفية.

## تحليل العناصر
من أكثر العناصر المحللة شيوعاً الأس الهيدروجيني ، من الكاتيونات الصوديوم و البوتاسيوم والكالسيوم والمغنسيوم و السيليكون ، من الأنيونات الكلور و الفلور و السلفات، وآثار المعادن، ومن الفلزات الروبيديوم و التيتانيوم و الحديد و المغنسيوم وغيرها، بالإضافة للمتطايرات غير المستقرة كثاني أكسيد الكربون و كبريتيد الهيدروجين و الأكسجين ، و نسب النظائر مثل نظائر الأكسجين و الديوتيريوم ، والمواد العضوية والمغذيات.

## طرقه
تُطبق طرق مختلفة على حسب العناصر لتحديد كميات أو نسب العناصر، بينما يمكن تنفيذ طرق أخرى بمعدات المختبر القياسية، في حين أن البعض الآخر يتطلب أجهزة متقدمة مثل المطياف الكتلي البلازمي بالتقارن الحثي المرموز له بـ (ICP-MS ). 
- يُقاس الأكسجين وكبريتيد الهيدروجين عادة عن طريق المعايرة.
- تعد الكروموتوغرافيا الأيونية تقنية حساسة وثابتة بإمكانها قياس كميات الليثيوم و الأمونيوم و الصوديوم والبوتاسيوم والكالسيوم والمغنيسيوم بين غيرها من المكونات.
- يمكن استخدام الكروماتوغرافيا الغازية في عينات البخار لأجل تحديد كميات الميثان و ثاني أكسيد الكربون والأكسجين و النيتروجين.
- غالباً ما يستخدم قياس الضوء الطيفي لقياس مكون الحديد في عينات المياه.
- يستخدم قطب الكالوميل المشبع و القطب الزجاجي عادة مع بعضهما لتحديد الأس الهيدروجيني للمياه.